# David Hirschfelder
David Hirschfelder est un compositeur australien, né en 1960 à Ballarat.

## Filmographie

### Cinéma

#### Longs métrages
- 1992 : Ballroom Dancing (Strictly Ballroom) de Baz Luhrmann
- 1993 : A Kid Called Troy documentaire de Terry Carlyon
- 1994 : Dallas Doll de Ann Turner
- 1995 : The Life of Harry Dare de Aleksi Vellis
- 1996 : Shine de Scott Hicks
- 1996 : Dating the Enemy de Megan Simpson Huberman
- 1998 : Pile & face (Sliding Doors) de Peter Howitt
- 1998 : Un suspect idéal (The Interview) de Craig Monahan
- 1998 : Elizabeth de Shekhar Kapur
- 1999 : L'Âme des guerriers II (What Becomes of the Broken Hearted?) de Ian Mune
- 2000 : Raccroche ! (Hanging Up) de Diane Keaton
- 2000 : Le Poids de l'eau (The Weight of Water) de Kathryn Bigelow
- 2000 : Better Than Sex de Jonathan Teplitzky
- 2003 : The Wannabes de Nick Giannopoulos
- 2004 : Peaches de Craig Monahan
- 2006 : Aquamarine de Elizabeth Allen
- 2006 : Irresistible de Ann Turner
- 2007 : Shake Hands with the Devil  de Jennifer Capraru et Roger Spottiswoode
- 2008 : Les Orphelins de Huang Shui (The Children of Huang Shi) de Roger Spottiswoode
- 2008 : Salute de Matt Norman
- 2008 : Australia de Baz Luhrmann
- 2009 : The Blue Mansion de Glen Goei
- 2010 : I Love You Too de Daina Reid
- 2010 : Le Royaume de Ga'hoole (Legend of the Guardians: The Owls of Ga'Hoole) de Zack Snyder
- 2011 : Sanctum de Alister Grierson
- 2012 : Beyond Right and Wrong: Stories of Justice and Forgiveness de Lekha Singh et Roger Spottiswoode
- 2013 : Les Voies du destin (The Railway Man) de Jonathan Teplitzky
- 2014 : John Doe: Vigilante de Kelly Dolen
- 2014 : Healing de Craig Monahan
- 2014 : La Promesse d'une vie (The Water Diviner) de Russell Crowe
- 2015 : The Dressmaker de Jocelyn Moorhouse
- 2015 : Haute couture (The Dressmaker) de Jocelyn Moorhouse
- 2016 : Un chat pour la vie (A Street Cat Named Bob) de Roger Spottiswoode
- 2017 : A Few Less Men de Mark Lamprell
- 2017 : Dance Academy: The Movie de Jeffrey Walker
- 2018 : In Like Flynn de Russell Mulcahy
- 2019 : La Victoire à tout prix (Ride Like A Girl) de Rachel Griffiths
- 2019 : Chui Shao Ren de Xiaolu Xue
- 2020: Les Évadés de Prétoria (Escape from Pretoria) de Francis Annan
- 2021 : Ascendant d'Antaine Furlong
- 2022 : Fire Front de Eddie Martin
- 2023 : John Farnham: Finding the Voice de Poppy Stockell
- 2024 : Sleeping Dogs d'Adam Cooper

#### Courts métrages
- 1995 : Bathing Boxes de Ann Turner
- 2003 : Standing Room Only de Deborra-Lee Furness
- 2004 : Hooked de John Scott
- 2006 : Pancho and Lefty de Bryan Wuestenberg
- 2009 : Emergence de Antaine Furlong
- 2019 : Between Two Lines de Jack Steele

### Télévision
- 1990 : Skirts (série TV)
- 1990 : Shadows of the Heart
- 1991 : Ratbag Hero
- 1995 : Tunnel Vision
- 2002 : Hirschfelder & Hobson: Inside This Room
- 2002 : Bootleg (feuilleton TV)
- 2004 : BlackJack: Sweet Science
- 2004 : The Five People You Meet in Heaven
- 2005 : Kidnapped
- 2005 : BlackJack: In the Money
- 2005 : BlackJack: Ace Point Game

## Distinctions
- Lauréat d'un ARIA Music Award